# Våxtorp
För andra betydelser, se Våxtorp (olika betydelser).
Våxtorp är en tätort i Laholms kommun och kyrkbyn i Våxtorps socken i Hallands län.

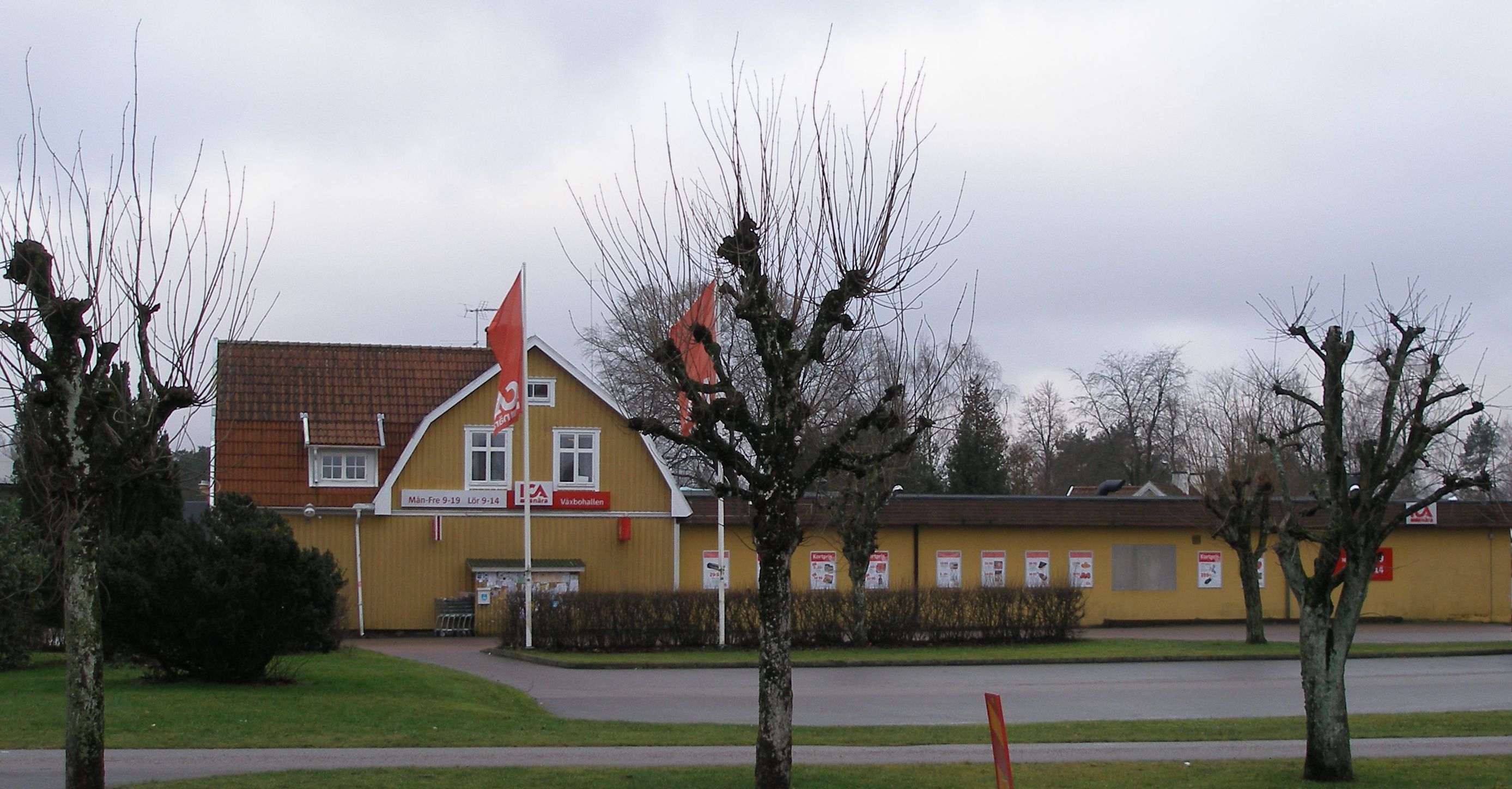
Våxtorps centrala delar

## Historia
Den tidigaste namnformen är Owaghstorp som betyder just 'Owaghs torp' och namnet har genom århundradena förändrats för att slutligen bli Våxtorp. Byn är framvuxen kring det lokala godset Vallens säteri som populärt kallas för Vallen och kyrkan (som har anor från 1200-talet). Under 1900-talet har dock främst byns läge där vägarna mellan Hishult och Skottorp och Örkelljunga och Laholm möts spelat störst roll. Vid sekelskiftet var nämligen byn bara ett par gårdar vid denna korsning.

### Befolkningsutveckling
| Befolkningsutvecklingen i Våxtorp 1960–2020 | Befolkningsutvecklingen i Våxtorp 1960–2020 | Befolkningsutvecklingen i Våxtorp 1960–2020 | Befolkningsutvecklingen i Våxtorp 1960–2020 | Befolkningsutvecklingen i Våxtorp 1960–2020 |
| ------------------------------------------- | ------------------------------------------- | ------------------------------------------- | ------------------------------------------- | ------------------------------------------- |
|                                             |                                             |                                             |                                             |                                             |
| År                                          |                                             |                                             | Folkmängd                                   | Areal (ha)                                  |
| 1960                                        | 1960                                        |                                             | 427                                         |                                             |
| 1965                                        | 1965                                        |                                             | 484                                         |                                             |
| 1970                                        | 1970                                        |                                             | 633                                         |                                             |
| 1975                                        | 1975                                        |                                             | 729                                         |                                             |
| 1980                                        | 1980                                        |                                             | 940                                         |                                             |
| 1990                                        | 1990                                        |                                             | 989                                         | 135                                         |
| 1995                                        | 1995                                        |                                             | 963                                         | 136                                         |
| 2000                                        | 2000                                        |                                             | 974                                         | 137                                         |
| 2005                                        | 2005                                        |                                             | 986                                         | 137                                         |
| 2010                                        | 2010                                        |                                             | 970                                         | 136                                         |
| 2015                                        | 2015                                        |                                             | 987                                         | 159                                         |
| 2020                                        | 2020                                        |                                             | 1 019                                       | 159                                         |
|                                             |                                             |                                             |                                             |                                             |

## Samhället
På orten finns en grundskola (med hög-, mellan- och lågstadium samt förskola), ett hem för äldreboende (Solgården), en bensinmack, två livsmedelsaffärer, två pizzerior, en bank och ett konditori. 

## Näringsliv
Under en tid var en av huvudnäringarna på orten vid sidan av traditionellt jordbruk jordgubbsodling och orten stoltserade med tiotalet jordgubbsodlare, av vilka det idag finns en kvar. Den lokala industrin domineras dock av två företag, verkstadsföretaget Specma och Gapro som tillverkar trälister.

## Evenemang
Två gånger om året hålls Våxtorps marknad på ett åkerstycke vid vägen mot Örkelljunga. Marknaden, som är en av Hallands äldsta och mest välbesökta, går alltid av stapeln 1:a fredagen i juni och 1:a fredagen i september.

## Idrott

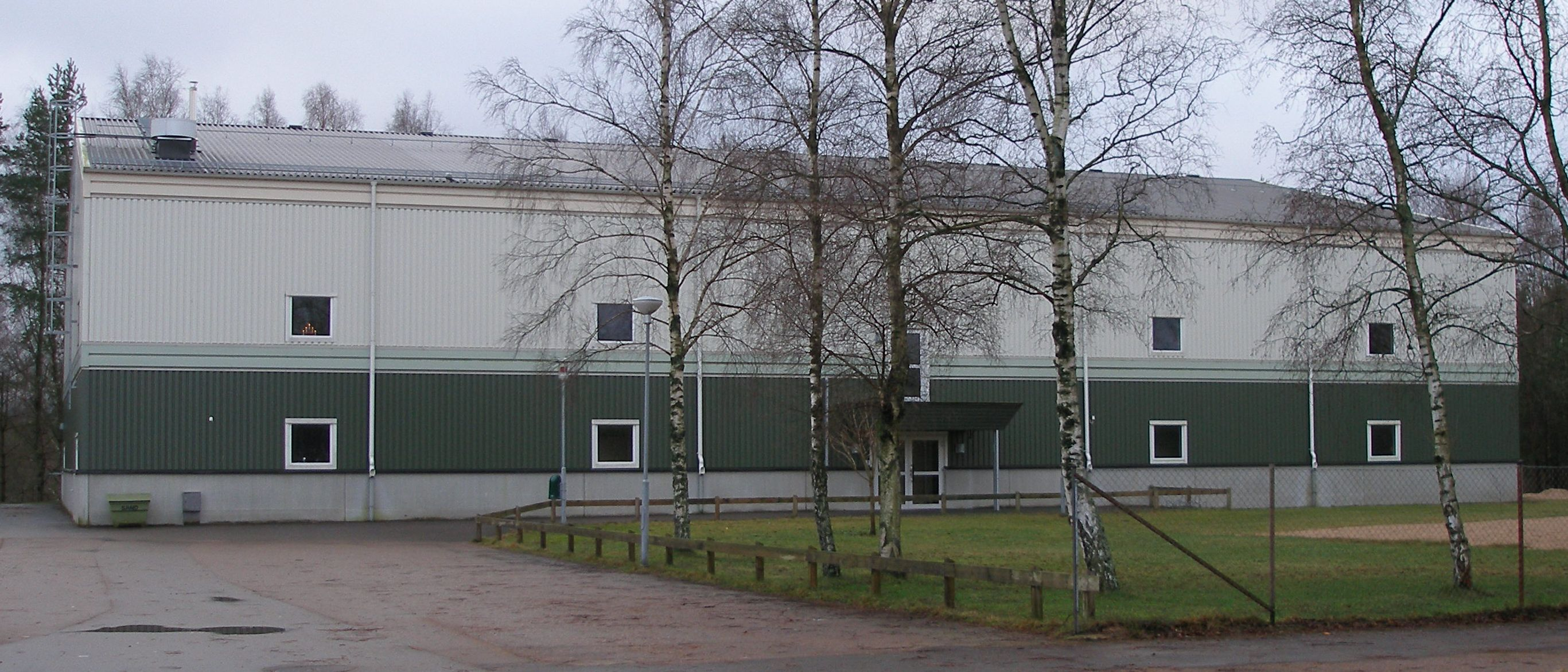
Våxtorps idrottshall, hem åt IBK Puma och VVK

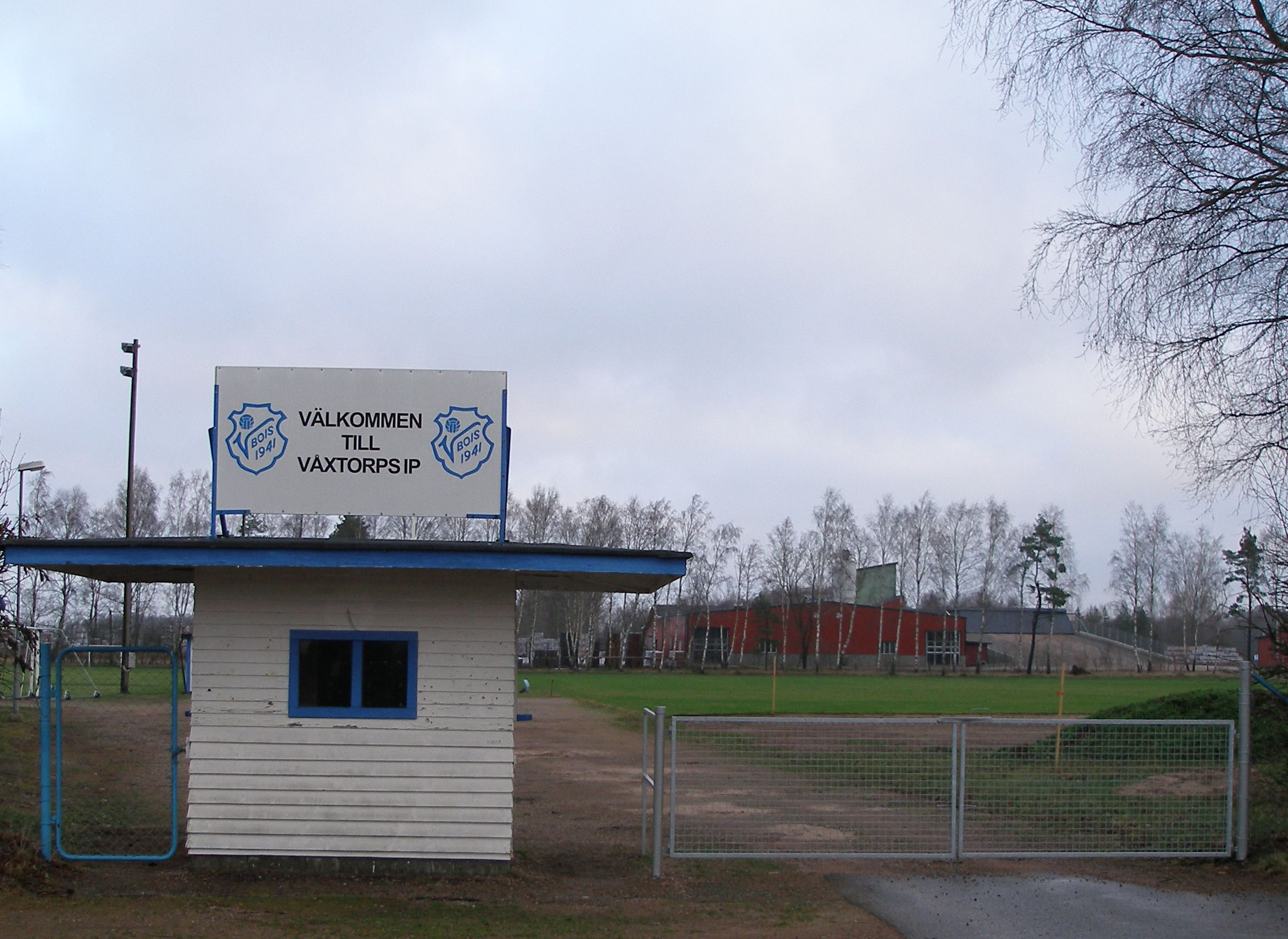
Våxtorps idrottsplats, hem åt Våxtorps BoIS

I sportsammanhang är orten representerad av ridklubben Björbäcks Ryttarförening, innebandyklubben IBK Puma, volleybollklubben Vindrarps VK, fotboll gymnastik och bordtennisklubben Våxtorps BoIS. Orten har tidigare haft ett aktivt tennislag.

## Kända personer från Våxtorp
- Carl Ifvarsson

Kring tiden för förra sekelskiftet var Theodor Carlheim-Gyllenskiöld, född och död i Våxtorp, riksdagsman.